# Сан-Пабло (Каліфорнія)
Сан-Пабло (англ. San Pablo) — місто (англ. city) в США, в окрузі Контра-Коста штату Каліфорнія. Населення — 32 127 осіб (2020).

## Географія
Сан-Пабло розташований за координатами 37°57′46″ пн. ш. 122°20′33″ зх. д. / 37.96278° пн. ш. 122.34250° зх. д. (37.962725, -122.342455).  За даними Бюро перепису населення США в 2010 році місто мало площу 6,82 км², уся площа — суходіл.

## Демографія
Згідно з переписом 2010 року, у місті мешкало 29 139 осіб у 8761 домогосподарстві у складі 6358 родин. Густота населення становила 4272 особи/км².  Було 9571 помешкання (1403/км²).
Расовий склад населення:
| - 32,2 % — білих - 15,8 % — чорних або афроамериканців - 14,9 % — азіатів - 0,8 % — корінних американців - 0,6 % — вихідців з тихоокеанських островів - 30,2 % — осіб інших рас |

До двох чи більше рас належало 5,4 %. Частка іспаномовних становила 56,5 % від усіх жителів.
За віковим діапазоном населення розподілялося таким чином: 28,3 % — особи молодші 18 років, 62,9 % — особи у віці 18—64 років, 8,8 % — особи у віці 65 років та старші. Медіана віку мешканця становила 31,6 року. На 100 осіб жіночої статі у місті припадало 98,8 чоловіків;  на 100 жінок у віці від 18 років та старших — 96,1 чоловіків також старших 18 років.
Середній дохід на одне домашнє господарство  становив 53 245 доларів США (медіана — 43 868), а середній дохід на одну сім'ю — 56 241 долар (медіана — 47 871). Медіана доходів становила 35 468 доларів для чоловіків та 30 596 доларів для жінок. За межею бідності перебувало 21,3 % осіб, у тому числі 26,4 % дітей у віці до 18 років та 16,5 % осіб у віці 65 років та старших.
Цивільне працевлаштоване населення становило 13 033 особи. Основні галузі зайнятості: освіта, охорона здоров'я та соціальна допомога — 20,0 %, мистецтво, розваги та відпочинок — 13,9 %, роздрібна торгівля — 12,7 %, науковці, спеціалісти, менеджери — 12,2 %.